# 툴파
툴파(tulpa)는 영적 수행과 강렬한 집중을 통해 만들어지는, 일반적으로 인간의 모습을 한 물질화된 존재 또는 상념체이다. 이 용어는 티베트 불교에서 유래했다. 스스로를 "툴파맨서 (tulpamancer)"라고 부르는 현대 수행자들은 이 용어를 의식이 있고 비교적 독립적이라고 여기는, 의지가 있는 상상의 친구의 한 유형을 지칭하는 데 쓴다. 현대 수행자들은 툴파를 초상현상보다는 심리학적 현상으로 간주한다. 이러한 생각은 신지학에서 중요한 신념으로 자리 잡았다.

## 기원
툴파의 개념은 불교의 응신에서 유래했으며, 티베트어로 스프룰파(སྤྲུལ་པ་)로 번역된다: 이는 부처가 열반에 이르지 못한 사람들을 가르치기 위해 현현하는 지상의 몸이다. 툴파에 대한 서양의 이해는 20세기 유럽 신비주의 탐험가들에 의해 발전되었는데, 그들은 이 개념을 부처의 존재와는 별개로 해석했다.

## 신지학 및 상념체

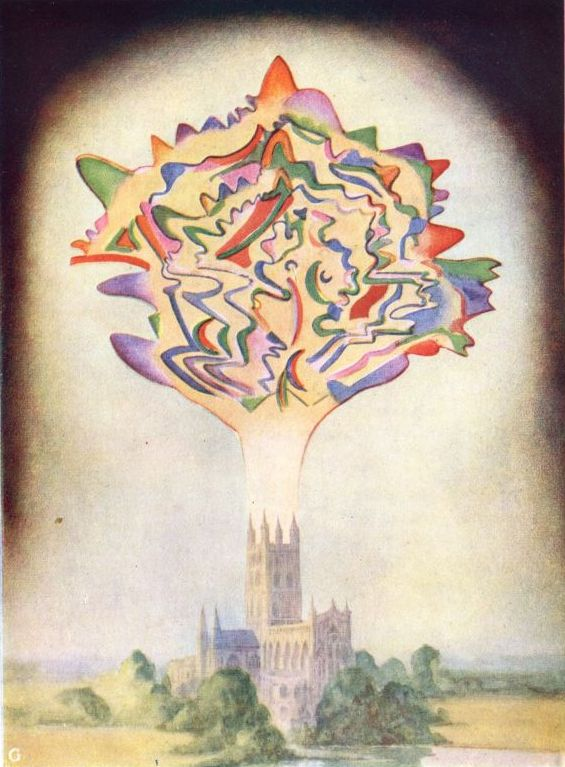
『상념체』에서 애니 베전트와 C. W. 리드비터에 의한, 구노의 음악의 상념체 (1905)

20세기 신지학자들은 밀교의 응신 개념을 '툴파'와 '상념체'라는 개념으로 차용했다. 신지학자 애니 베전트는 1905년 저서 『상념체』에서 상념체를 세 유형으로 구분했다: 첫째, 그것을 만든 사람의 형상을 한 형태, 둘째, 사물이나 사람을 닮았으며 자연의 정령이나 죽은 자에 의해 영혼이 부여될 수 있는 형태, 셋째, 감정과 같은 아스트랄계 또는 정신계의 고유한 특성을 나타내는 형태이다. '상념체'라는 용어는 에반스-웬츠가 1927년에 번역한 『바르도 퇴돌』과 서양 마법에서도 쓰인다. 어떤 이들은 슬렌더맨을 툴파 효과라고 부르며, 여러 사람의 사고 과정에 기인한다고 주장한다.
오컬티스트 윌리엄 워커 애킨슨은 저서 『인간의 아우라』에서 상념체를 사람들을 둘러싼 아우라에서 발산되는 단순한 천상의 물체로 묘사하며, 이는 사람들의 생각과 감정에 의해 생성된다. 그는 자신의 저서 『투시력과 신비의 힘』에서, 숙련된 신비주의 실천자들이 어떻게 자신의 오라에서 영적 투사나 "깨어난 영적 감각"을 가진 사람만 볼 수 있는 환상으로 작용하는 생각의 형태를 만들어낼 수 있는지에 대해 설명한다.

### 알렉산드라 다비드-넬
심령술사 알렉산드라 다비드-넬은 20세기 티베트에서 불교 툴파 창조 관행을 관찰했다고 말했다. 그녀는 툴파를 "강력한 생각의 집중으로 생성된 마법의 형상"이라고 불렀다.:331 다비드-넬은 툴파가 스스로의 마음을 발달시킬 수 있다고 믿었다: "툴파가 실제 존재의 역할을 할 수 있을 만큼 충분한 활력을 부여받으면, 툴파는 툴파를 만든 사람의 통제에서 벗어나려는 경향이 있다. 다비드-넬에 따르면, 이는 마치 아이가 몸이 완성되어 독립하여 살 수 있게 되면 어머니의 자궁을 떠나듯이 거의 기계적으로 일어난다고 한다.":283 그녀는 쾌활한 프라이어 턱과 같은 출가자의 모습을 본떠 툴파를 만들었는데, 나중에 이 승려가 독립적인 사고를 발달시켜서 파괴해야 했다고 주장했다. 다비드-넬은 자신의 경험이 환상일 가능성을 제기하며 "내가 스스로 환각을 만들었을 수도 있다."라고 말했지만, 다른 사람들은 자신이 만든 생각의 형상을 볼 수 있다고 말했다.:176

## 툴파맨서
1990년대와 2000년대 텔레비전과 영화 묘사의 영향을 받아, 툴파라는 용어는 의지를 가진 상상의 친구를 지칭하는 데 쓰이기 시작했다. 툴파 시술자들은 툴파가 지각이 있고 비교적 자율적이라고 생각한다. 4chan과 Reddit 웹사이트에는 툴파 전용 온라인 커뮤니티가 생겨났다. 이 커뮤니티들은 툴파 시술자들을 "툴파맨서"라고 부른다. 마이 리틀 포니의 성인 팬들이 TV 시리즈 『마이 리틀 포니』의 등장인물 툴파에 관해 논의하기 시작하며 이 커뮤니티는 인기를 얻었다. 팬들은 명상과 자각몽 기법을 써서 상상의 친구를 만들려고 시도했다. 사무엘 베이시에르의 설문 조사는 이 커뮤니티의 인구통계학적, 사회적, 심리적 특성을 조사했다. 이 시술자들은 툴파를 "실재 또는 실재에 가까운 사람"이라고 믿는다. 이러한 온라인 커뮤니티의 활동적인 참여자 수는 수백 명 미만이며, 실제 만남은 거의 이루어지지 않았다. 그들은 "주로 도시에 거주하는 중산층 유럽계 미국인 청소년 및 청년층"에 속하며, "외로움과 사회 불안을 이 수련을 시작하는 동기로 꼽는다"고 한다. 응답자의 93.7%는 툴파 제작에 참여한 것이 "상태를 호전"시켰고, 새롭고 특이한 감각적 경험을 하게 했다고 답했다. 일부 수련자들은 툴파와 성적 또는 낭만적인 관계를 맺기도 하지만, 이 수련은 논란의 여지가 있으며 점차 금기시되고 있다. 한 설문조사에 따르면 툴파에 대한 형이상학적 설명을 지지하는 사람은 8.5%, 신경학적 또는 심리학적 설명을 지지하는 사람은 76.5%, 그리고 "기타" 설명을 지지하는 사람은 14%에 달했다.
시술자들은 툴파가 자신의 생각에서 비롯된 것이 아닌, 마치 주인이 느끼는 것처럼 다른 방식으로 소통할 수 있다고 믿는다. 일부 시술자들은 툴파의 환각을 경험한다고 보고한다. 환각을 경험한 시술자들은 툴파를 보고, 듣고, 만질 수 있다고 보고한다.
베이시에르가 141명의 응답자를 대상으로 실시한 설문 조사에 따르면, 자폐와 주의력결핍 과잉행동장애(ADHD)를 포함한 신경다양성 비율이 일반인보다 툴파맨서들에게서 유의미하게 높았다. 그는 이들이 외로움을 더 많이 느끼기 때문에 툴파맨서를 만들고 싶어 할 가능성이 더 높을 것이라고 추측한다. 툴파맨서들은 일반적으로 백인이며, 표현력이 뛰어나고 상상력이 풍부했으며 도시 지역에 거주했다. 2022년 연구에 따르면 정신병이 없고 두 가지 이상의 특이한 감각 현상(이 경우 자율 감각 쾌락 반응(ASMR)과 툴파맨시)을 경험한 사람들은 두 가지 감각 현상 중 하나만 경험한 사람들보다 환각을 경험할 가능성이 더 높았다.
소머 등(2021)은 인터넷 툴파맨서 하위문화를 "외로움과 정신적 고통을 극복하는 데" 쓰였다고 설명하고, 현실 전환(RS)과 밀접한 관련이 있다고 지적했다. 현실 전환은 의도적으로 자기최면의 한 형태를 유도하여 현실에서 벗어나 미리 계획된 원하는 현실이나 선택한 판타지 캐릭터의 "원더랜드"로 도피하는 방법이다.

## 같이 보기
- 결생
- 골렘
- 다의식체
- 도펠겡어
- 또 다른 자아
- 수호 천사
- 아 바오 아 쿠
- 양원제 (심리학)
- 에티아이넨
- 염사
- 원형 유적
- 유혼
- 타크윈
- 호문쿨루스
- 환생